# Vanguard (Schiff, 1944)
USNS T-AGM-19 Vanguard war ein Telemetrie-Schiff der US Navy.

## Vorgeschichte
Das Schiff wurde während des Zweiten Weltkriegs von der United States Maritime Commission als Tanker bei der Werft Marinship in Auftrag gegeben. Es wurde am 26. August 1943 auf Kiel gelegt und am 25. November 1943 vom Stapel gelassen. Die Indienststellung erfolgte am 29. Februar 1944 als Mission San Fernando (AO-122).
Die US-Navy übernahm die Mission San Fernando am 21. Oktober 1947 und unterstellte sie am 1. Oktober 1949 dem Military Sea Transportation Service als USNS Mission San Fernando (T-AO-122), bis sie am 24. Mai 1955 außer Dienst gestellt wurde. Von 21. Juni 1956 bis 4. September 1957 stand sie erneut im Dienst.
Am 28. September 1964 wurde sie erneut von der US-Marine übernommen und von General Dynamics in Quincy als Telemetrieschiff umgebaut. Während des Umbaus erhielt das Schiff zuerst 1964 den Namen USNS Mussel Shoals (T-AGM-19), dann am 1. September 1965 den Namen USNS Vanguard (T-AGM-19). Die erneute Indienststellung erfolgte am 28. Februar 1966.

## Einsatz als Telemetrieschiff
Das Schiff war mit Instrumenten ausgestattet, die dem Apollo- und Skylab-Programmen der USA in den 1960er und 1970er Jahren dienten. Um einen dauerhaften Kontakt zu den Raumfahrzeugen im Orbit gewährleisten zu können, erfüllten diese Schiffe die Aufgabe, Kommunikationslücken der Landstationen zu schließen. Nach dem Einsatz im Apollo-Programm wurden die technischen Anlagen für die Weltraumkommunikation durch Testgeräte zur U-Boot-Kommunikation und -Ortung ersetzt. Am 6. August 1993 wurde das Schiff stillgelegt.